# Jamboree On The Air

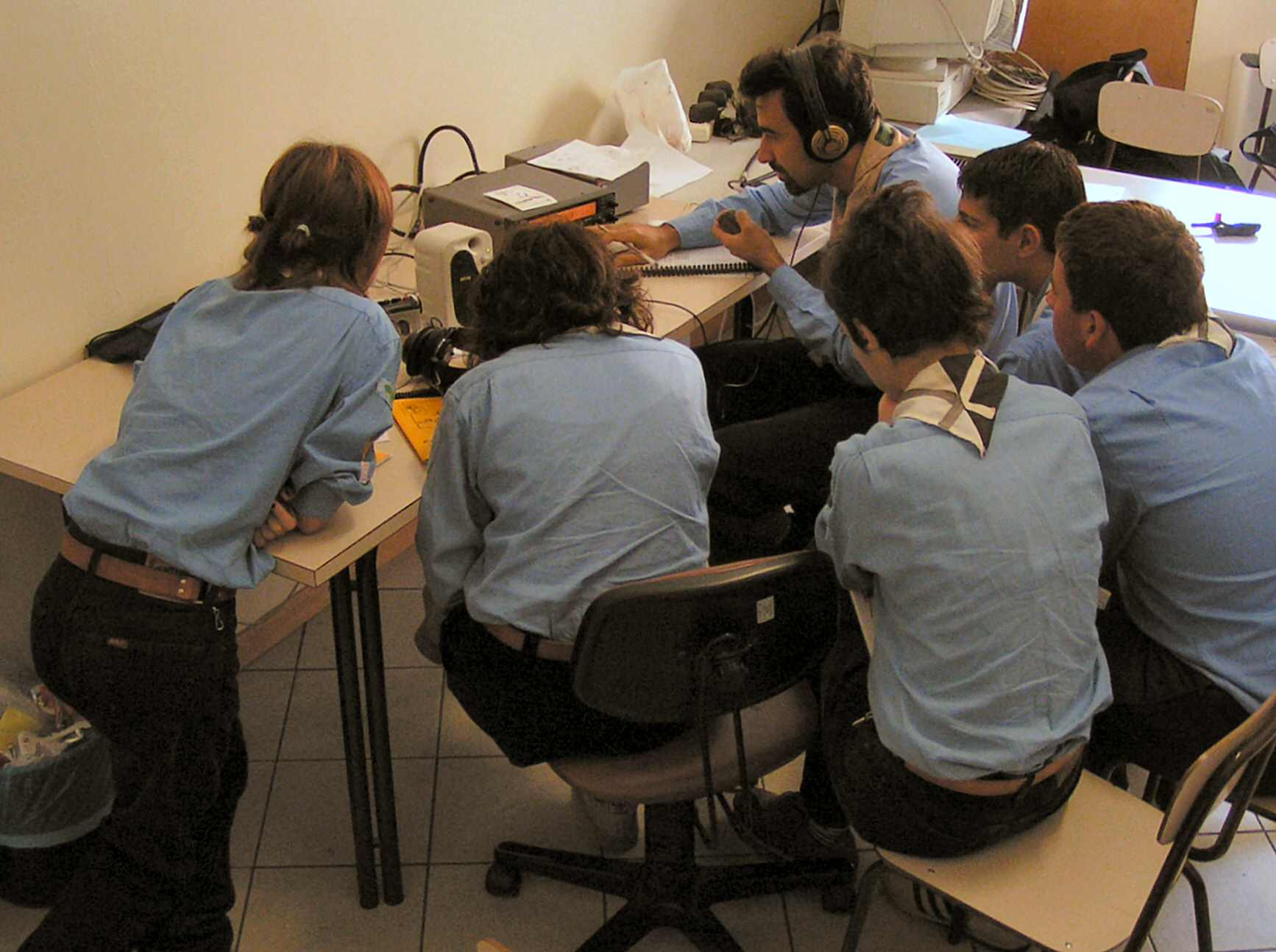
Scout alla Radio durante il Jamboree On The Air

Il Jamboree On The Air, più conosciuto con l'acronimo JOTA (variamente tradotto con Jamboree dell'aria, Jamboree sulle Onde o Jamboree dell'etere), è un'attività scout internazionale tenuta annualmente. I partecipanti, con l'uso della radio, possono mettersi in contatto con altri scout di tutto il mondo. Questo evento è un'occasione per vivere la fratellanza e il carattere internazionale dello scautismo. L'evento si tiene il terzo fine settimana di ottobre insieme con il Jamboree On The Internet (JOTI).
L'evento fu ideato da Les Mitchell durante il Jamboree del 1957, e da allora viene coordinato dall'Organizzazione Mondiale del Movimento Scout.
Si stima che vi partecipino circa 500.000 scout ogni anno.
Dal 1997 esiste un evento parallelo, chiamato Jamboree On The Internet, che si svolge usando Internet durante lo stesso fine settimana.